# اعدان سعيد (إب)

تعديل مصدري - تعديل

اعدان سعيد محلة تابعة لقرية الحنامي، التابعة لعزلة بني محرم بمديرية إب إحدى مديريات محافظة إب في الجمهورية اليمنية.، بلغ تعداد سكانها 57 حسب تعداد اليمن لعام 2004.